# Simon Marquart
Simon Marquart (Zürich, 1 november 1996) is een Zwitsers BMX'er. Zijn grootste succes is de wereldtitel in 2022. Hij nam tweemaal deel aan de Olympische Spelen.

## Levensloop
Marquart werd op jonge leeftijd actief bij de BMX-clb Volketwil. Later na een verhuizing kwam hij terecht bij Powerbike Winterthur. Vanaf 2014 begon hijj deel te nemen aan internationale BMX-toernooien, in de eerste jaren nog zonder opzienbarende resultaten, behalve een paar podiumplaatsen bij de Zwitserse nationale kampioenschappen. In 2020 werd hij voor het eerst Zwitsers kampioen, een prestatie die hij in 2021 herhaalde. In dat jaar brak hij ook internationaal door in het wereldbekercircuit met drie overwinningen en winst in het eindklassement. Tijdens de Olympische Spelen in Tokio eindigde hij als zevende.
Het jaar daarop behaalde Marquart de wereldtitel in het Franse Nantes. Dat was meteen ook het hoogtepunt uit zijn internationale carrière. In de jaren bleef het succes tot een paar podiumplaatsen en wederom een zevende plaats tijdens de Olympische Spelen in Parijs.